# جاين جونسون
جاين جونسون (بالإنجليزية: Jane Johnson)‏ (و. 1960  م) هي كاتِبة بريطانية، ولدت في كورنوال.

## التعليم
تعلمت في Liskeard School and Community College ‏.

## وصلات خارجية
- جاين جونسون على موقع IMDb (الإنجليزية)

- جاين جونسون في قاعدة بيانات الأفلام على الإنترنت